# ألكسندر باريشنيكوف
ألكسندر باريشنيكوف  (و. 1948  م) هو منافس ألعاب قوى سوفيتي، شارك في الألعاب الأولمبية الصيفية 1980، والألعاب الأولمبية الصيفية 1976.

## جوائز
حصل على جوائز منها:

وسام شارة الشرف

## روابط خارجية
- ألكسندر باريشنيكوف على موقع الاتحاد الدولي لألعاب القوى (الإنجليزية)
- ألكسندر باريشنيكوف على موقع أوليمبيديا (الإنجليزية)